# MicroBee
MicroBee (Micro Bee) ime je za porodicu kućnih računala koje je proizvodila australska tvrtka Applied Technology, koja se kasnije preimenovala u MicroBee Systems.

## Povijest
Porodica računala MicroBee razvijena je u Australiji na osnovi kartica za računalo za sabirnicu S-100: DG-Z80 i DG-640 (koje je razvio David Griffiths),  TCT-PCG (TCT Micro Design) i MW6545 koju je razvio Dr John Wilmshurst. Glavni voditelji MicroBeea bili su Owen Hill i Matthew Starr. U osnovnoj izvedbi MicroBee imao je dvije pločice:
- Donja pločice:
  - Tipkovnica
  - Mikroprocesor Zilog Z-80
  - Synertek 6545 CRT controller
  - 2 kB video RAM,
  - 2 kB znakovni ROM (128 znakova)
  - 2 kB Programmable Character Graphics (PCG) RAM (128 znakova)
- Gornja pločica:
  - dodatna memorija
  - disketni kontroler